# Le Projet Riopelle

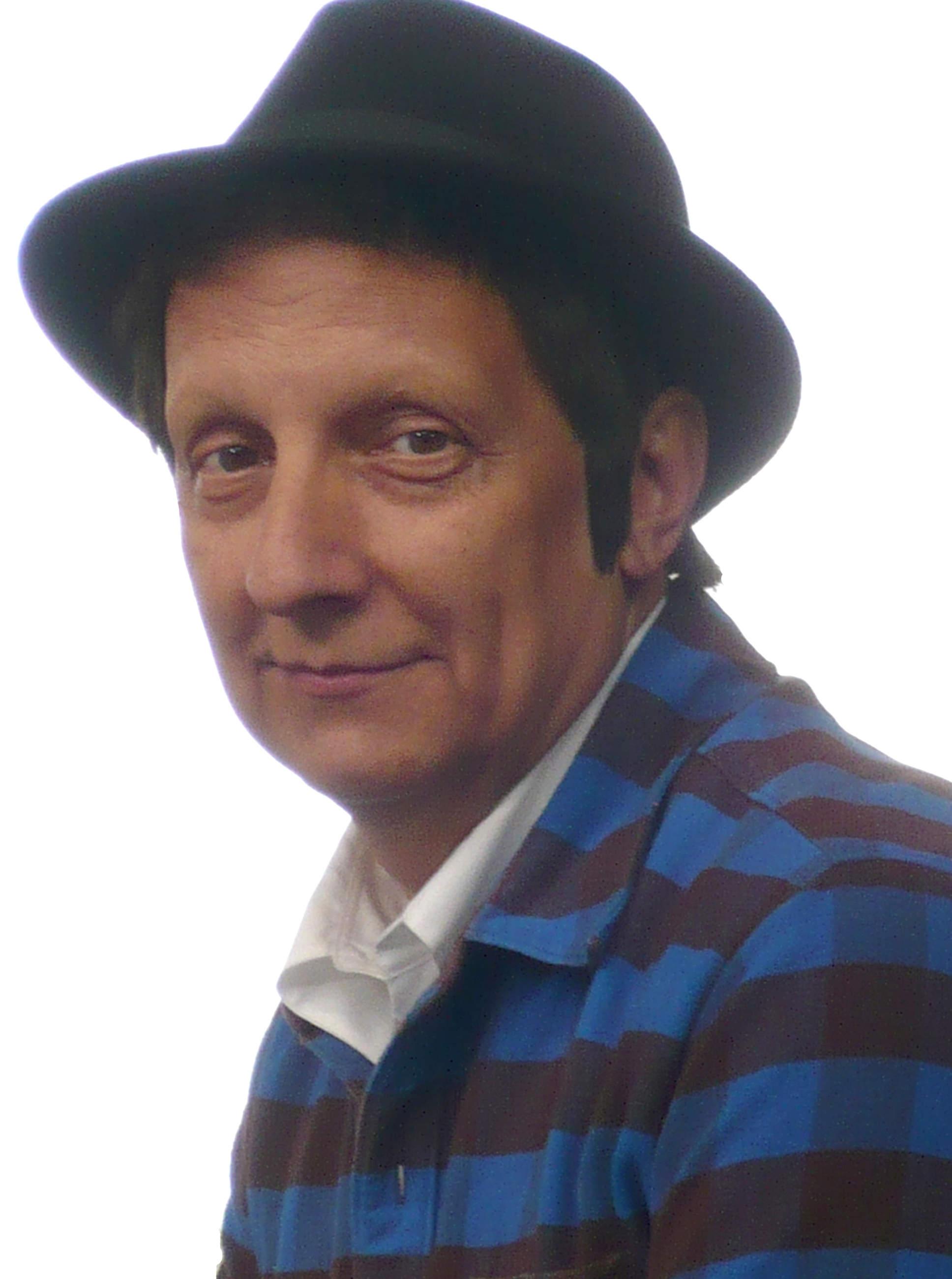
Robert Lepage

Le Projet Riopelle est une pièce de théâtre de Robert Lepage, de Steve Blanchet et d'Ex Machina créée en 2023 et consacrée à la vie du peintre Jean Paul Riopelle.

## Résumé
De 1944 à sa mort en 2002, la vie de Riopelle est divisée en une série de tableaux traitant chacun d'un aspect particulier de son existence et de sa production artistique. On y relate notamment ses premières années à l'École du meuble où il suit l'enseignement de Paul-Émile Borduas et y rencontre d'autres artistes qui signeront plus tard le Refus global. Puis, son passage à Paris et sa relation avec Joan Mitchell, personnage pivot de la pièce, jusqu'à ses dernières années après sa rencontre avec Huguette Vachon qui sera sa dernière compagne.
La succession de tableaux et de décors s'inspire de L'Hommage à Rosa Luxembourg, monumentale suite de tableaux peints en 1992 par Riopelle en apprenant la mort de Joan Mitchell et en hommage à celle qu'il avait surnommée Rosa Luxembourg.
Plusieurs personnages ayant gravité autour de Riopelle sont évoqués dans la pièce, comme Paul-Émile Borduas, Claude Gauvreau, Muriel Guilbault, Joan Miró, Jackson Pollock, André Breton, Pierre Loeb, Elaine de Kooning, Samuel Beckett, Vincent Warren, Frank O'Hara, Champlain Charest et Maurice Richard. Le manifeste du Refus global fait également l'objet d'un tableau au cours duquel un passage est lu.
Coproduction avec la Fondation Jean Paul Riopelle, le Théâtre Jean-Duceppe et le Théâtre français du Centre national des Arts du Canada, la pièce s'inscrit dans le cadre des célébrations du centenaire de la naissance de Riopelle.
D'une durée de quatre heures, Le Projet Riopelle a été créé à Montréal au printemps 2023 au Théâtre Jean-Duceppe puis à l'automne au théâtre Le Diamant à Québec.

## Distribution
- Anne-Marie Cadieux
- Violette Chauveau
- Richard Fréchette
- Gabriel Lemire
- Étienne Lou
- Noémie O'Farrell
- Luc Picard
- Audrée Southière
- Philippe Thibault-Denis